# 梧桐树投资平台有限责任公司
梧桐树投资平台有限责任公司，简称梧桐树投资平台，是国家外汇管理局全额出资的子公司，注册资金1亿元。主要管理国家外汇管理局的A股投资。梧桐树公司是国家开发银行的股东之一，也是丝路基金的发起人及法人股东之一。

## 持股
截止2020年12月31日：
中国进出口银行89.26%、交通银行1.07%、浦发银行3.02%、中国银行0.36%、工商银行0.4%、农业银行0.28%、兴业银行3.23%、华夏银行0.87%